# Helenoniscus teissieri
Helenoniscus teissieri är en kräftdjursart som beskrevs av Legrand1943. Helenoniscus teissieri ingår i släktet Helenoniscus och familjen Trichoniscidae. Inga underarter finns listade i Catalogue of Life.